# Vladimir Nartnik
Vladimir Nartnik [vládimir nártnik], tudi Vlado Nartnik, slovenski jezikoslovec, dialektolog, literarni zgodovinar, * 28. april 1941, Vnanje Gorice.

## Življenjepis
Leta 1965 je diplomiral iz slavistike na Filozofski fakulteti v Ljubljani. Tri leta pozneje je prebil akademsko leto kot štipendist Unesca na univerzi v Krakovu, potem pa je bil v letih 1970–1986 lektor slovenščine na tujih univerzah: tri leta v Zagrebu, dve leti v Moskvi, šest let v Pragi in pet let v Budimpešti. Leta 1994 je doktoriral na Šlezijski univerzi v Katovicah. Od leta 1986 je zaposlen na Inštitutu za slovenski jezik Frana Ramovša ZRC SAZU, od leta 1996 kot strokovni sodelavec s specializacijo. Leta 2000 je bil na Pedagoški fakulteti v Mariboru izvoljen za docenta za slovenski jezik. Upokojen je bil leta 2010.

## Delo
Proučuje vse slovnične ravnine slovenskega jezika, predvsem naglas. Semiotično podprte raziskave usmerja na besedilo slovenskega ljudskega slovstva in slovenskih klasikov, kot sta Cankar in Prešeren. Pri tem uporablja izvirne metode (Zvezdne poti: poskusi novega branja slovenskih ljudskih pesmi, 1991 (COBISS)). Od leta 1994 je član uredništva Evropskega lingvističnega atlasa, od leta 1998 tudi član uredniškega odbora revije Studia mythologica Slavica. Sodeloval je pri 5. knjigi Slovarja slovenskega knjižnega jezika (1991) in pri slovarskem delu Slovenskega pravopisa (2001, 2003, 2007).

## Izbrana bibliografija
Sodelovanje pri slovarjih
- Besedišče slovenskega jezika z oblikoslovnimi podatki: A–Ž: po gradivu za slovar sodobnega knjižnega jezika zbrane besede, ki niso bile sprejete v Slovar slovenskega knjižnega jezika. Ljubljana: Založba ZRC, 1998. (COBISS)
- Slovenski pravopis. Ljubljana: Založba ZRC, 2001, 2003, 2007. (COBISS)
- Maks Pleteršnik, Slovensko-nemški slovar. Ljubljana: Založba ZRC, 2006. (COBISS)

Izbrani članki
- Slovniško-slovarska delitev samostalnikov. Slava 9/1 (1995/96). 26–30. (COBISS)
- Smisel napisov na koroškem Vojvodskem prestolu. Nova Atlantida 3/11 (1996). 134–139. (COBISS)
- Odsevi Pesnitve o vojski Igorjevi v slovenskem slovstvu od Vodnika do Prešerna. Nova Atlantida  3/9–10 (1996). 219–227. (COBISS)